# The Mountain (Haken)
The Mountain è il terzo album in studio del gruppo musicale britannico Haken, pubblicato il 2 settembre 2013 dalla Inside Out Music.

## Descrizione
Anticipato dall'audio del brano Atlas Stone e dal video di Pareidolia, The Mountain è stato descritto dai chitarristi Richard Henshall e Charlie Griffiths come un album che «spazia dal delicato al brutale, con tutto il resto nel mezzo». Gli stessi hanno inoltre dichiarato:
L'album presenta nove brani, tra cui la suite Falling Back to Earth, suddivisa in due atti. Secondo quanto affermato dal frontman Ross Jennings (autore del testo insieme a Griffiths), il primo atto è basato sulla storia di Icaro e «si occupa di ambizione, del fallimento e della perseveranza, utilizzando la metafora delle ali e il volare troppo vicino al Sole per rappresentare quanto ci prendiamo sulle sfide della vita e il [conseguente] desiderio di dimostrare qualcosa alla gente», mentre il secondo atto narra invece dell'identità di noi stessi e del mondo circostante «quando siamo decaduti», nonché «dell'umiltà necessaria per ottenere agli altri il perdono e l'accettazione.»

## Tracce
1. The Path – 2:47 (testo: Raymond Hearne – musica: Richard Henshall)
2. Atlas Stone – 7:34 (testo: Ross Jennings, Raymond Hearne, Charlie Griffiths – musica: Richard Henshall)
3. Cockroach King – 8:15 (Richard Henshall)
4. In Memoriam – 4:17 (testo: Charlie Griffiths, Ross Jennings – musica: Richard Henshall)
5. Because It's There – 4:24 (testo: Raymond Hearne – musica: Richard Henshall)
6. Falling Back to Earth – 11:51 (testo: Charlie Griffiths, Ross Jennings – musica: Richard Henshall)
7. As Death Embraces – 3:13 (Diego Tejeida)
8. Pareidolia – 10:51 (testo: Diego Tejeida – musica: Richard Henshall)
9. Somebody – 9:03 (testo: Thomas MacLean – musica: Richard Henshall)

Tracce bonus (Limited Edition Digipak, LP, MC)
1. The Path Unbeaten – 2:12 (musica: Richard Henshall)
2. Nobody – 4:53 (testo: Thomas MacLean – musica: Richard Henshall)

## Formazione
Gruppo
- Ross Jennings – voce
- Richard Henshall – tastiera, chitarra, cori
- Charlie Griffiths – chitarra, cori
- Thomas MacLean – basso, cori
- Diego Tejeida – tastiera, sound design, cori
- Raymond Hearne – batteria, percussioni, cori, cimbasso, tuba

Altri musicisti
- Joey "Dah Lipz" Ryan – corno francese
- Matthew Lewis – trombone
- Barry Clements – trombone basso

Produzione
- Haken – produzione
- Anthony Leung – registrazione della batteria
- Jens Brogen – missaggio (tracce 1-9), mastering
- Diego Tejeida – missaggio (tracce 10 e 11)

## Classifiche
| Classifica (2013)          | Posizione massima |
| -------------------------- | ----------------- |
| Belgio (Vallonia)          | 166               |
| Germania                   | 60                |
| Paesi Bassi                | 82                |
| Regno Unito (rock & metal) | 24                |
| Svizzera                   | 93                |